# كناريون أبيض
كناريون أبيض (الاسم العلمي:Canarium album) هو نوع من النباتات يتبع جنس الكناريون من الفصيلة البخورية.